# The Story of Stuff
The Story of Stuff (no Brasil, A História Das Coisas) é um vídeo de 20 minutos sobre os efeitos do consumo humano produzido por Annie Leonard e disponibilizado online em dezembro de 2007 . Annie visitou 40 países para investigar o que acontece nas fábricas e nos lixões. Tornou-se um sleeper hit nas salas de aula dos Estados Unidos. Tornou-se muito popular também no Brasil, recebendo uma versão dublada da professora mestre Alcione Tereza Corbari com produção da Secretaria de Educação do Paraná.
Seus temas principais são: o mundo está encaminhando-se rapidamente para limites de recursos; a globalização corporativa tem como premissa externalizar custos (fazendo outros que não as empresas que fazem as coisas pagarem pelos custos de produção humanos e ambientais); a economia corporativa apóia-se na criação artificial de necessidades ("a seta dourada do consumo"); e as coisas podem e devem ser diferentes.

## Prêmios
| Empreendedor Social Folha | 2007 | Venceu |
| ------------------------- | ---- | ------ |